# Eucera pedata
Eucera pedata là một loài Hymenoptera trong họ Apidae. Loài này được Dours mô tả khoa học năm 1873.